# Geoffrey James Robinson

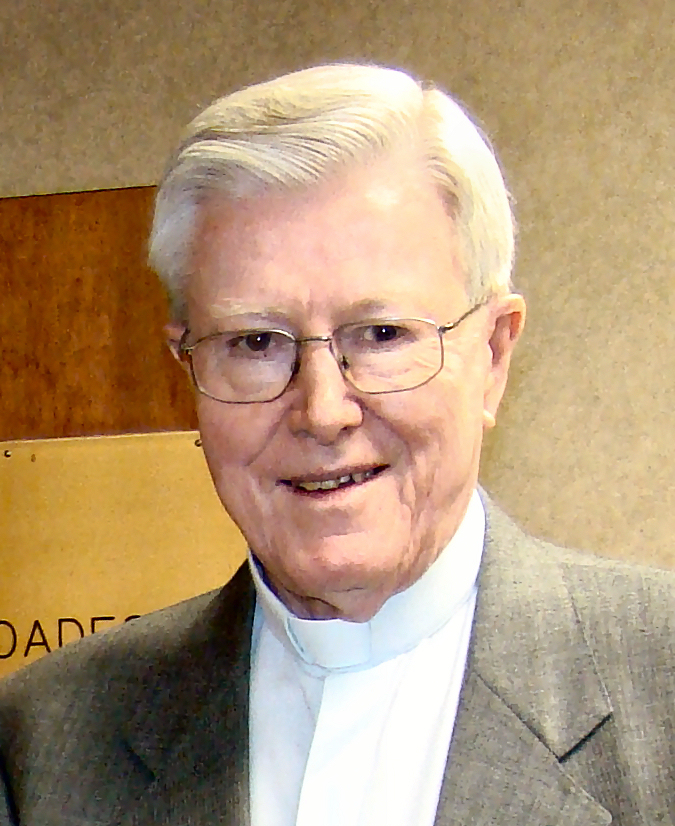
Geoffrey James Robinson

Geoffrey James Robinson (* 10. August 1937 in Richmond, New South Wales; † 29. Dezember 2020 in Concord) war ein australischer römisch-katholischer Geistlicher, Kirchenrechtler und Weihbischof in Sydney.

## Leben
Geoffrey Robinson studierte Philosophie, Theologie und kanonisches Recht, zuerst in Australien und anschließend in Rom. Der Kardinalpräfekt der Kongregation für die Evangelisierung der Völker und Patriarch von Kilikien, Grégoire-Pierre Agagianian, spendete Robinson am 20. Dezember 1961 die Priesterweihe für das Erzbistum Sydney.
Von 1967 bis 1983 unterrichtete er nach einigen Jahren als Pfarrer kanonisches Recht am Katholischen Institut von Sydney. Er war nicht nur Oberrichter des Ehegerichts der Erzdiözese, sondern auch Sekretär und Präsident der Canon Law Society in Australien und Neuseeland.
Robinson war langjähriger Vorsitzender des katholischen Schulrates der Erzdiözese Sydney und der katholischen Bildungskommission für New South Wales. Er engagierte sich vor allem für die Ökumene und gegen den sexuellen Missbrauch in der katholischen Kirche. Im Mai 2002 wurde er durch Papst Johannes Paul II. beauftragt, eine kirchenweite Studie über sexuellen Missbrauch durch Geistliche zu verfassen.
Papst Johannes Paul II. ernannte ihn am 23. Januar 1984 zum Weihbischof in Sydney und Titularbischof von Rusuca. Der Erzbischof von Sydney, Edward Bede Clancy, spendete ihm am 8. März 1984 die Bischofsweihe; Mitkonsekratoren waren Luigi Barbarito, Apostolischer Pro-Nuntius in Australien, und James Darcy Kardinal Freeman, Alterzbischof von Sydney.
Von seinem Amt trat er am 15. Juli 2004 aus gesundheitlichen Gründen zurück. Robinson starb an einer langwierigen Krebserkrankung im Dezember 2020.
Er hat mehrere Bücher über Ehe, Scheidung, Nichtigerklärung, das Markusevangelium und religiöse Erfahrungen im Alltag verfasst. Insbesondere die drei Werke „Confronting Power and Sex in the Catholic Church: Reclaiming the Spirit of Jesus“ (2007), „Love’s Urgent Longings“ (2010) and „For Christ’s Sake: End Sexual Abuse in the Catholic Church…for Good“ (2013) befassten sich eingehend mit dem sexuellen Missbrauch in der Kirche und der Neuordnung der Sexuallehre der katholischen Kirche.

## Neuordnung Sexuallehre der katholischen Kirche
1994 gründeten Robinson und weitere australische Bischöfe das Hilfsprogramm Towards Healing zur Aufklärung von Kindesmissbrauch.
2010 veröffentlichte er das Werk Macht, Sexualität und die katholische Kirche. Eine notwendige Konfrontation. (auf Deutsch), in dem er einen Richtungswechsel und Überarbeitung der Sexuallehre der katholischen Kirche sowie von deren inneren Machtstrukturen forderte. 2014 veröffentlichte er den Beitrag „Towards a new understanding of LGBT lives and love“
Im August 2015 sagte Robinson vor einer Untersuchungskommission in Sydney, die den Missbrauch Minderjähriger in der katholischen Kirche aufklären soll, von Papst Johannes Paul II. sei nur Schweigen gekommen; die Bischöfe hätten loyal ebenfalls geschwiegen.
Der damalige Kardinal George Pell habe ein eigenes Aufklärungsprogramm gestartet und so eine gemeinsame Aktion der australischen Bischöfe unterlaufen.
Robinson hatte eine fortgeschrittene Krebserkrankung.

## Schriften
- Marriage, Divorce & Nullity: A Guide to the Annulment Process in the Catholic Church, Collins Dove Melbourne, 1984
- A Change of Mind and Heart : the Good News According to Mark, Parish Ministry Publications, 1994, ISBN 1-875463-04-6
- Travels in Sacred Places, HarperCollins Religious 1997
- Confronting Power and Sex in the Catholic Church: Reclaiming the Spirit of Jesus, Columba Press 2007, ISBN 978-1-85607-600-5
- Love’s Urgent Longings, Wrestling with Belief in Today’s Church, Garratt Publishing, Melbourne, 2010
- Macht, Sexualität und die katholische Kirche. Eine notwendige Konfrontation., Publik-Forum  Oberursel 2010 (320 Seiten), ISBN 978-3-88095-196-9
- The Gospel of Luke: For Meditation and Homilies, Garratt Publishing Melbourne, 2012
- For Christ's Sake: End Sexual Abuse in the Catholic Church, Garratt Publishing 2013 (Kindle)
- The 2015 Synod: The Crucial Questions: Divorce and Homosexuality, ATF Press 2015, ISBN 978-1-921511-10-3
- Die Synode 2015: Die entscheidenden Fragen: Ehescheidung und Homosexualitat, ATF Press 2016, ISBN 978-1-925434-00-2
- Le pouvoir déviant: Les abus dans l'Église catholique, Novalis, ISBN 978_2896462759, mit Paul-André Giguère (Übersetzer)